# David Malpass
David Malpass   (Petoskey, 8 de març de 1956) David Robert Malpass és un analista econòmic nord-americà i antic funcionari del govern que exerceix com a president del Grup del Banc Mundial des del 2019. Malpass va exercir anteriorment com a subsecretari del Tresor per a Afers Internacionals sota Donald Trump, subsecretari adjunt del Tresor sota Ronald Reagan, subsecretari d'estat adjunt sota George HW Bush. Va exercir com a economista en cap a Bear Stearns durant els sis anys anteriors al seu col·lapse.
Durant les eleccions presidencials dels Estats Units del 2016, Malpass va exercir com a assessor econòmic de Donald Trump i, el 2017, va ser nomenat i confirmat com a subsecretari del Tresor per a Afers Internacionals al Departament del Tresor. Malpass va ser elegit president del Banc Mundial el 4 d'abril del 2019, després d'haver estat nomenat per al càrrec el febrer del 2019 per l'administració de Trump. Va prendre possessió formalment el 9 d'abril del 2019.

## Biografia
Malpass va obtenir una llicenciatura en física al Colorado College i un MBA a la Universitat de Denver. Va estudiar economia internacional a la School of Foreign Service de la Universitat de Georgetown. Parla espanyol, rus i francès. Del 1977 al 1983, va treballar a Portland, Oregon, per a Esco Corporation i el grup de consultoria de sistemes d'Arthur Andersen, on es va convertir en CPA amb llicència.
Durant les administracions de Ronald Reagan i George HW Bush, Malpass va treballar en una sèrie de qüestions econòmiques, pressupostàries i de política exterior, inclosa la promoció de les petites empreses a tota l'Amèrica Llatina i la retallada d'impostos del 1986. Malpass va exercir com a director de personal republicà del Comitè Econòmic Conjunt del Congrés dels Estats Units des del 1989 fins al 1990, i com a membre del panell blau del Congrés sobre la puntuació pressupostària des del 2002 fins al 2003.
Malpass va ser economista en cap del Bear Stearns del 1993 al 2008. Com a resultat de la crisi financera mundial i sota l'impuls de la Reserva Federal i del Departament del Tresor dels Estats Units, Bear Sterns es va vendre a JPMorgan Chase el març del 2008 per un 6% del seu valor dotze mesos abans.
El juny del 2008, Malpass va fundar Encima Global, una empresa de la ciutat de Nova York que proporciona anàlisis diàries de les tendències econòmiques i polítiques globals rellevants per als inversors institucionals. El 2010, Malpass va optar a la nominació republicana per al Senat dels Estats Units a les eleccions especials d'aquell any a Nova York. Va quedar segon a les primàries a tres amb el 38% dels vots després del 42% de l'excongressista Joe DioGuardi. El 2012, va escriure un capítol titulat 'Sound Money, Sound Policy' a The 4% Solution: Unleashing the Economic Growth America Needs, publicat pel George W. Bush Presidential Center.
Malpass escriu una columna per a Forbes i col·labora a la secció d'opinions del The Wall Street Journal. També és un comentarista de televisió freqüent.
Malpass és membre dels consells d'administració d'UBS Funds, la New Mountain Financial Corporation, i el Gary Klinsky Children's Center. També és un antic director del Comitè Nacional de Relacions entre els Estats Units i la Xina, el Consell de les Amèriques i el Club Econòmic de Nova York, i un antic membre del consell d'administració del Manhattan Institute.

### Previsions econòmiques
Malpass s'ha destacat per les seves previsions abans de la crisi financera del 2007-2008 i durant el període posterior a la Gran Recessió. El 2007, abans de l'enfonsament del mercat de l'habitatge, Malpass va escriure per a The Wall Street Journal que "Els mercats de l'habitatge i el deute no són una part tan gran de l'economia dels EUA, o de la creació d'ocupació... les correccions del mercat de l'habitatge i del deute probablement seran augmentar la durada de l'expansió econòmica dels EUA". També va demanar l'augment dels tipus d'interès el 2011 en un moment en què altres creien que això seria perjudicial per a l'economia. Bruce Bartlett va citar el pronòstic de creixement econòmic de Malpass del 2008 i el seu pronòstic de recessió del 2012 com a exemples específics de biaix partidista en les previsions econòmiques.

### Assessor de Trump
Malpass es va unir a la campanya presidencial de Donald Trump el maig de 2016 com a assessor econòmic sènior. Va aparèixer amb freqüència a la televisió i la ràdio per donar suport al missatge de Trump de creixement més ràpid mitjançant reformes polítiques. Quatre de les seves columnes preelectorals de Forbes van girar entron la necessitat d'un trasbals polític per capgirar l'statu quo. El 5 d'agost, la campanya va anunciar una taula rodona econòmica amb Malpass. El seu assaig d'opinió del The New York Times de l'1 de setembre del 2016 va descriure un creixement ràpid a través d'un trasbals polític que cobreix impostos, comerç, regulacions i energia ("Per què la nostra economia necessita Trump"). Durant el període electoral, Malpass va estar al capdavant del treball de l'equip de transició en agències econòmiques, com ara Tresor, Comerç, la Reserva Federal, USTR i agències reguladores independents mentre Trump es preparava per esdevenir president.

### Subsecretari d'Hisenda

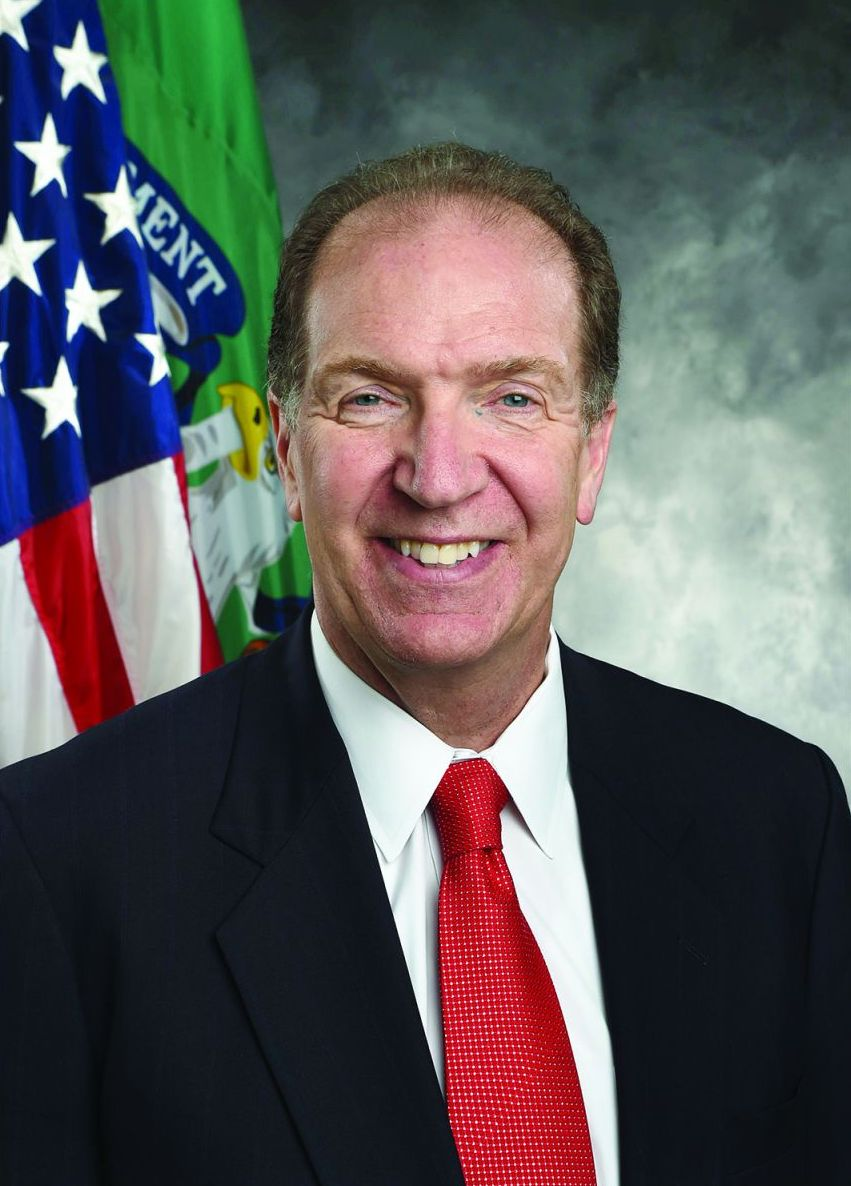
Foto oficial de Malpass com a subsecretari

El març del 2017, la Casa Blanca va anunciar que Malpass seria el candidat del president Trump com a subsecretari del Tresor per a Afers Internacionals. Malpass va ser confirmat per al càrrec pel Senat dels Estats Units el 3 d'agost del 2017.
Malpass va prendre una posició crítica sobre la Xina durant el seu mandat. Va ser descrit com "un defensor del missatge proteccionista del president Donald Trump".

### President del Banc Mundial
El febrer del 2019, el president Trump va anunciar Malpass com a candidat a la presidència del Banc Mundial, succeint a Jim Yong Kim, que havia anunciat el gener del 2019 que renunciaria tres anys abans del final del seu mandat de cinc anys el 2022. Malpass va ser aprovat per unanimitat pel consell executiu el 5 d'abril del 2019, i va començar el seu mandat el 9 d'abril.
Durant l'inici del seu mandat, Malpass poques vegades esmentava el canvi climàtic i es considerava un partidari de les polítiques ambientals de Trump. Després de la inauguració de Joe Biden a principis del 2021, la política nord-americana va canviar per prioritzar la lluita contra el canvi climàtic i Malpass va començar a treballar i parlar cada cop més sobre política climàtica. L'abril de 2021, el Banc Mundial va publicar un Pla d'Acció sobre el Canvi Climàtic de 100.000 milions de dòlars de cinc anys que destinaria el 35% de tot el finançament als beneficis conjunts del clima, el 50% del finançament climàtic a l'adaptació al canvi climàtic i harmonitzaria els seus objectius de finançament amb el Acord de París per al 2023. El pla va fer front a les crítiques que el 35% era massa baix i que no va moure el Banc Mundial cap a la desinversió de combustibles fòssils.
Durant la pandèmia de la COVID-19, Malpass va guanyar elogis per donar suport als esforços de recuperació dels països en desenvolupament i poder utilitzar ràpidament el finançament del Banc Mundial.
El 20 de setembre del 2022, l'exvicepresident nord-americà i ecologista Al Gore va titllar Malpass de negacionista del clima i va demanar que Biden el substituís durant un esdeveniment centrat en el canvi climàtic organitzat per The New York Times. Més tard durant l'esdeveniment, Malpass va tenir l'oportunitat de respondre a Gore, li van preguntar tres vegades si acceptava el consens científic sobre el canvi climàtic que el consum humà de combustibles fòssils era una de les principals causes. Malpass no va respondre i va dir: " No sóc un científic ". Aquesta resposta va provocar les crítiques de responsables de la política climàtica com Rachel Kyte i Mark Carney, que van demanar la seva dimissió del Rocky Mountain Institute i de Christiana Figueres, entre d'altres. El 21 de setembre, el Departament del Tresor dels Estats Units va emetre una declaració en la qual esperava que el lideratge del Banc Mundial prengués un paper destacat en temes climàtics. El 22 de setembre, Malpass va dir tant en una nota interna al personal del Banc Mundial com en una entrevista a CNN International que acceptava el consens científic sobre l'activitat humana que causava el canvi climàtic i que no era un "negacionista".

## Vida personal
Malpass i la seva dona, Adele, filla d'Herman Obermayer i néta de Neville Levy, viuen a la ciutat de Nova York. Adele Malpass va ser nomenada presidenta del Partit Republicà de Manhattan el gener del 2015 i va ser escollida per a un mandat de dos anys el setembre del 2015. Andrea Catsimatidis la va succeir en el càrrec després de renunciar per traslladar-se a Washington quan Malpass va ser nomenat per al seu càrrec al Departament del Tresor sota el president Trump. Com el 22 de setembre del 2022, Adele Malpass va ser la presidenta de The Daily Caller News Foundation, una organització sense ànim de lucre vinculada amb l'organització de notícies homònima.
Malpass és originari del nord de Michigan. Té quatre fills.